# Trechus aduncus
Trechus aduncus är en skalbaggsart som beskrevs av Barr. Trechus aduncus ingår i släktet Trechus och familjen jordlöpare. Inga underarter finns listade i Catalogue of Life.